# Dicranella harrisii
Dicranella harrisii là một loài Rêu trong họ Dicranaceae. Loài này được (Müll. Hal.) Broth. mô tả khoa học đầu tiên năm 1901.